# Hypena caliginosa
Hypena caliginosa là một loài bướm đêm trong họ Erebidae.